# Szwecja na Letnich Igrzyskach Olimpijskich 1948
Szwecję na Letnich Igrzyskach Olimpijskich 1948 reprezentowało 181 zawodników, 162 mężczyzn i 19 kobiet.

## Zdobyte medale
| Medal  | Zawodnik | Dyscyplina           | Konkurencja                        |
| ------ | --- | -------------------- | ---------------------------------- |
| Złoto  | Henry Eriksson | Lekkoatletyka        | Bieg na 1500 m                     |
| Złoto  | Tore Sjöstrand | Lekkoatletyka        | Bieg na 3000 m z przeszkodami      |
| Złoto  | John Mikaelsson | Lekkoatletyka        | Chód na 10 000 m                   |
| Złoto  | John Ljunggren | Lekkoatletyka        | Chód na 50 000 m                   |
| Złoto  | Arne Åhman | Lekkoatletyka        | Trójskok                           |
| Złoto  | Gert Fredriksson | Kajakarstwo          | K-1 1 000 m                        |
| Złoto  | Gert Fredriksson | Kajakarstwo          | K-1 10 000 m                       |
| Złoto  | Hans Berglund Lennart Klingström | Kajakarstwo          | K-2 1 000 m                        |
| Złoto  | Gunnar Åkerlund Hans Wetterström | Kajakarstwo          | K-2 10 000 m                       |
| Złoto  | Torsten Lindberg Knut Nordahl Erik Nilsson Birger Rosengren Bertil Nordahl Sune Andersson Kjell Rosén Gunnar Gren Gunnar Nordahl Henry Carlsson Nils Liedholm Börje Leander | Piłka nożna          | Turniej mężczyzn                   |
| Złoto  | William Grut | Pięciobój nowoczesny | Singiel                            |
| Złoto  | Kurt Pettersén | Zapasy               | Waga kogucia w stylu klasycznym    |
| Złoto  | Gustav Freij | Zapasy               | Waga lekka w stylu klasycznym      |
| Złoto  | Gösta Andersson | Zapasy               | Waga półśrednia w stylu klasycznym |
| Złoto  | Axel Grönberg | Zapasy               | Waga średnia w stylu klasycznym    |
| Złoto  | Karl-Erik Nilsson | Zapasy               | Waga półciężka w stylu klasycznym  |
| Srebro | Lennart Strand | Lekkoatletyka        | Bieg na 1500 m                     |
| Srebro | Ingemar Johansson | Lekkoatletyka        | Chód na 10 000 m                   |
| Srebro | Erik Elmsäter | Lekkoatletyka        | Bieg na 3000 m z przeszkodami      |
| Srebro | Gunnar Nilsson | Boks                 | Waga ciężka                        |
| Srebro | Robert Selfelt Olof Stahre Sigurd Svensson | Jeździectwo          | WKKW drużynowo                     |
| Srebro | Folke Bohlin Hugo Johnson Gösta Brodin | Żeglarstwo           | Klasa Dragon                       |
| Srebro | Ivar Sjölin | Zapasy               | Waga piórkowa w stylu wolnym       |
| Srebro | Gösta Frändfors | Zapasy               | Waga lekka w stylu wolnym          |
| Srebro | Bertil Antonsson | Zapasy               | Waga ciężka w stylu wolnym         |
| Srebro | Olle Anderberg | Zapasy               | Waga piórkowa w stylu klasycznym   |
| Srebro | Tor Nilsson | Zapasy               | Waga ciężka w stylu klasycznym     |
| Brąz   | Rune Larsson | Lekkoatletyka        | Bieg na 400 m przez płotki         |
| Brąz   | Göte Hagström | Lekkoatletyka        | Bieg na 3000 m z przeszkodami      |
| Brąz   | Kurt Lundquist Lars-Erik Wolfbrandt Folke Alnevik Rune Larsson | Lekkoatletyka        | Sztafeta 4 x 400 m                 |
| Brąz   | Bertil Albertsson | Lekkoatletyka        | Bieg na 10 000 m                   |
| Brąz   | Ann-Britt Leyman | Lekkoatletyka        | Skok w dal                         |
| Brąz   | Gustaf Adolf Boltenstern | Jeździectwo          | Ujeżdżenie indywidualnie           |
| Brąz   | Robert Selfelt | Jeździectwo          | WKKW indywidualnie                 |
| Brąz   | Per Carleson Frank Cervell Carl Forssell Bengt Ljungquist Sven Thofelt Arne Tollbom                                                                                         | Szermierka           | Szpada drużynowo                   |
| Brąz   | Gösta Gärdin | Pięciobój nowoczesny | Singiel                            |
| Brąz   | Tore Holm Torsten Lord Martin Hindorff Karl Ameln Gösta Salén | Żeglarstwo           | Klasa 6 m                          |
| Brąz   | Sven Lundquist | Strzelectwo          | Pistolet szybkostrzelny 25 m       |
| Brąz   | Torsten Ullman | Strzelectwo          | Pistolet 50 m                      |
| Brąz   | Jonas Jonsson | Strzelectwo          | Karabin dowolny 50 m leżąc         |
| Brąz   | Gösta Magnusson | Podnoszenie ciężarów | Waga średnia                       |
| Brąz   | Bengt Fahlkvist | Zapasy               | Waga półciężka w stylu wolnym      |
| Brąz   | Thure Johansson | Zapasy               | Waga musza w stylu wolnym          |
| Brąz   | Erik Lindén | Zapasy               | Waga średnia w stylu wolnym        |